# Habitatge al carrer Agoders, 6 (Tàrrega)
El Carrer Agoders, 6 és una obra de Tàrrega (Urgell) protegida com a bé cultural d'interès local.
Edifici construït totalment amb carreus de pedra, que consta de planta baixa i dos pisos. Les dimensions del solar no permeten més que una obertura per pis. Aquesta obertura així com el seu balcó són de majors dimensions al primer pis que al segon. La planta baixa es troba molt mutilada pel local comercial. La construcció és del 1663.